# Ҏ
Ҏ, ҏ (в Юникоде Р с чёрточкой) — буква расширенной кириллицы. Используется в алфавите кильдинского саамского языка, где является 32-й буквой алфавита, для обозначения звука [r̥] (например: поҏтэ [ˈpor̥tɛ] «кормить», то̄ҏҏк [toːr̥ːk] «шуба»). В русском языке такой звук встречается на конце слова после глухого согласного, как в слове Пётр.